# Шедевр (пасьянс)
«Шедевр» (другие названия: «Подвал», «Колодец», «Мастерский») — пасьянс из одной колоды в 52 карты. Относится к открытым одноэтапным пасьянсам.

Раскладка пасьянса «Шедевр»

## Раскладка пасьянса
Из колоды вынимают четыре туза и раскладывают их друг под другом в произвольном порядке. Это базовые карты. Под тузами оставляют свободное место — «подвал» или «колодец» (см. рисунок).
Слева и справа от тузов раскладывают ряды по пять карт (их называют основными или главными рядами); слева и справа от подвала — ряды по четыре карты (их называют вспомогательными рядами). Таким образом все 52 карты оказываются выложены в расклад.
Игровой, или свободной, картой каждого ряда является внешняя, наиболее удалённая от центрального столбца. Свободную карту основного или вспомогательного ряда можно положить на свободную карту основного (но не вспомогательного) ряда той же масти на единицу большего или меньшего номинала. Например, на приведённом рисунке можно положить шестёрку червей на семёрку червей или наоборот. Из вспомогательных рядов карты можно только перекладывать в основные.
Цель пасьянса — собрать на базовых тузах все карты по масти, либо в восходящем (2, 3, 4, …, дама, король), либо в нисходящем (король, дама, валет, …, 3, 2) порядке. Все масти должны быть собраны в одном и том же порядке.
«Подвал» под тузами служит для временного размещения одной карты, мешающей раскладке. Любую свободную карту можно в любой момент поместить в подвал, если он свободен. Но переложить карту из подвала возможно лишь только тогда, когда хотя бы один вспомогательный ряд будет пустым.
Если в процессе перекладки карт какой-либо основной ряд станет пустым, его можно возобновить, положив в него любую свободную карту. Вспомогательные ряды не возобновляются.
Сходный пасьянс — «Осаждённый замок», в котором раскладывается только восемь основных рядов по шесть карт слева и справа от тузов; вспомогательные ряды и подвал отсутствуют.